# 谢尼耶
谢尼耶（法語：Chéniers，法語發音：[ʃenje]）是法国克勒兹省的一个市镇，位于该省北部偏西，属于盖雷区。

## 地理
谢尼耶（46°21'3"N, 1°49'39"E）面积34.9 平方千米，位于法国新阿基坦大区克勒兹省，该省份为法国中部省份，位于法國中央高原西北部，北起安德尔省和谢尔省，西接维埃纳省，南至科雷兹省，东临多姆山省，东北与阿列省接壤。
与谢尼耶接壤的市镇（或旧市镇、城区）包括：卢杜埃圣皮埃尔、博纳、勒布尔当、拉塞勒迪努瓦斯、尚邦圣克鲁瓦、利纳尔-马尔瓦勒。

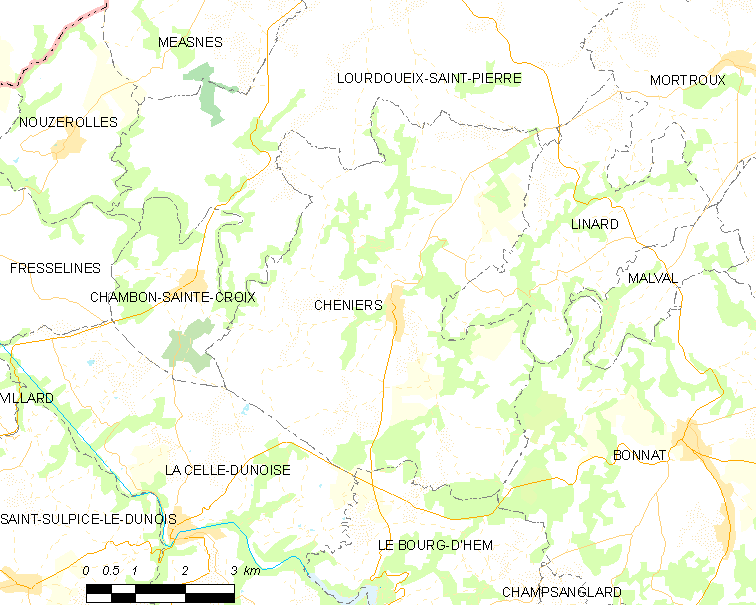
谢尼耶的OSM定位图

谢尼耶的时区为UTC+01:00、UTC+02:00（夏令时）。

## 行政
谢尼耶的邮政编码为23220，INSEE市镇编码为23062。

## 政治
谢尼耶所属的省级选区为博纳县。

## 人口

1962-2008年间谢尼耶人口变化图示

谢尼耶于2022年1月1日时的人口数量为560人。